# 西寧電子商場
西寧電子商場，或稱西寧電子廣場，位於台北市忠孝橋旁西寧國宅，為台灣的電子零件店家群聚地之一，主要販賣電子零件、監控設備及音響設備等。

## 歷史
- 1992年10月20日，中華商場拆除後，部分與電子零件相關的店家聯合轉移搬遷而來。
- 2008年7月，光華數位新天地重新開幕，店家再集體進駐過去到專屬樓層。

## 相關組織
- 西寧電子商場自治會

## 外部連結
- 光華數位新天地4/5樓官方網站（光華數位新天地四、五樓自治會） （页面存档备份，存于）
- 光華數位新天地四、五樓 - 原西寧電子商場的Facebook專頁